# Maidenwell (Royaume-Uni)
Maidenwell est une paroisse civile et un village du Lincolnshire, en Angleterre.